# Садовска, Нели
Нели Садовска — болгарская писательница, поэт, автор сборников лирических стихов.

## Биография
Она родилась 19 января 1943 года в Босилеграде, когда город, который с конца Русско-турецкой войны 1877—1878 годов до Нёйиского договора 1919 г. состоял частью Княжества Болгарии и Царства Болгарии, был снова включён в её территорию в период Второй мировой войны, и где её отец, адвокат Атанас Танчев Садовски (член Болгарского народного союза земледельцев «Врабча 1», а после 1945 года Болгарского народного союза земледельцев — Никола Петков), до тех пор мэр г. Брегово, был назначен комиссаром по продовольствию после кратковременного возвращения Западных окраин в состав Болгарии. Её мать Мария Захариева происходит из босилеградской фамилии известного этнографа, фольклориста и краеведа Йордана Захариева, члена-корреспондента Болгарской академии наук . В 1944 году родители Нели Садовской поселились в деревни Садовец Плевенского района, родном селе её отца, где она и провела свое раннее детство. С 1950 по 1952 год её отец был интернирован в трудовом лагере Белене на острове Персин как политический заключенный, так как он активно выступал против насильственной коллективизации в Болгарии и конфискации земель у их владельцев в пользу «ТКЗС», болгарской версии колхозов; реминисценции об этом периоде, связанные с темой изгнания, безземелья и отчуждения людей от корней, содержатся в книгах поэтессы «Острова» (рус. «Остров») и «Пустоцвети» (рус. «Пустоцветы»).
Нели Садовска окончила среднюю школу в Луковите в 1960 и высшее образование в Софийском университете «Св. Климента Охридского» по первой специальности «болгарская филология» и второй специальности «славянская филология» (русский и хорватский язык и литература) в 1966 году. Как журналист, она занималась актуальной литературной, театральной и кинокритикой, является автором более 600 статей и обзоров для национальной и региональной прессы Болгарии. С 1973 года вместе со своей семьей она поселилась в Кюстендиле, на югозападе Болгарии, сперва в качестве специалиста-хранителя отдела «Этнография и фольклор» Исторического музея города Кюстендила, журналиста и преподавателя литературы, а с 1982 года — главным редактором газеты «Руен».
С 1987 года она жила в Софии, а в 1992 году поселилась в Вене, поступив в докторантуру Института славяноведения Венского университета, где её научным руководителем был сначала профессор Славомир Вольман, а с 1994 года — профессор Сергей Аверинцев. Это также самый продуктивный период в её творчестве, в течение которого были опубликованы десять из двенадцати её книг (см. Раздел 2.2. «Поэтические сборники»). В 1994 году состояла одним из основателей Ассоциации болгарских писателей. После внезапной тяжелой болезни (2002—2003 гг.) и смерти Аверинцева (2004) Садовска полностью сосредоточилась на своей литературной деятельности, оставшись в Вене на всю жизнь — в течение 27 лет — вместе со своим сыном, доц. д-р Велизар Садовски, старший научный сотрудник Австрийской академии наук.
Нели Садовска скончалась в Вене 23 июля 2019 года после тяжелой болезни (рак с метастазами). Она похоронена на кладбище Хитцинг недалеко от Шенбрунна, «последней обители художников» в Вене, известной могилами таких художников, как Густав Климт и Коломан Мозер, венского архитектора югендстиля Отто Вагнер, поэтов как Франц Грилпарцер, и композиторов как Альбан Берг.

## Творческая деятельность

### Стихи и поэтические циклы опубликованы в сборниках и периодических изданиях.
Лирические стихи Нели Садовской публикуются с 1980 года в основных болгарских литературных периодических изданиях, таких как журнал «Пламък», газеты «Литературен форум» и «Литературен вестник», альманахи «Море», «Струма». "Тракия"и «Юг», журналы «Демократически преглед» и «Мост», серия поэтических сборников Национального дворца культуры «Лирика 2005», «Лирика 2006», «Лирика 2007», «Лирика 2008», «Лирика 2009», литературная секция газеты Союза демократических сил «Демокрация» и другие. Литературно-художественный альманах «Море» с главным редактором Недялко Йордановым в период с 1982 по 1988 год опубликовал в серии своих выпусков большую часть стихов, содержащихся в её первой книге «Сърце в тревите» рус. «Сердце в траве»].
В период с 1990 по 2004 год вышло с печати двенадцать сборников стихов Садовской, опубликованных в таких издательствах, как «Кръг 39», «Отечество», «Оммо-Галакс», «Дилемма», «Hazel», в Библиотеке «Art’L» издательства «Критика и гуманизм» и «Издательском ателье А б». Две из её книг были переизданы после того, как исчерпались тиражи их первых изданий. Иллюстрации и оформление обложки — работы ведущих болгарских художников, таких как Васил Крапчанский («Сърце в тревите», второе издание), Кеазим Исинов («Студенец» [рус. «Колодец»], «Слънчасала луна и луничаво слънце» [рус. «Уколотая солнцем луна и лунно-веснушчатое солнце»], «Как луничавата слънчасалия сваля» [рус. «Как веснушчатая подцепляет уколотого»], «Пълна луна за слънцето е празник» [рус. «Полная луна для солнца — праздник»]), Иван Яхнаджиев (второе издание «Смоковницы»), Станислав Вълканов, Георгий Трифонов («Неделните деца» [рус. «Воскресные дети»]) и др. Антология «Стъклопис / Stained Glass» (рус. «Витраж») вышла как двуязычное издание на болгарском и английском языках, а перевод — дело филологов Фрэнсиса М. Картера, проф. Владимира Филипова и Калины Филиповой.

### Поэтические сборники
Первый сборник стихов Нели Садовской «Сердце в траве» был издан только после перемен 1989 г., с опозданием на 8-9 лет (и после отказа от публикации в 1983 г. издательством «Народная Молодежь» с аргументом: «[…] автор никогда не состояла членом Коммунистического союза молодежи!») — в 1990 году в издательстве «Круг 39», созданном поэтом Эдвином Сугаревым, основателем диссидентского литературного журнала «Мост», который также опубликовал цикл стихов Садовской. С самого начала её поэтической карьеры её произведения пользовались положительными отзывами таких знаковых писателей и поэтов, как Борис Христов, Биньо Иванов, Недялко Йорданов, Николай Канчев (который также является автором рецензии на её книгу «Воскресные дети»), Федя Филькова, Иво Петрунов (рецензент-вноситель к печати в издательстве «Круг 39» первого издания «Сердца в траве»), Екатерина Йосифова, Валентин Дишев (в чьей серии «Art’L» в издательстве «Критика и гуманизм» вышла её вторая книга «Стени под наем» [рус. «Стены в наем»]), Димитър Керелезов (издатель сборника стихов «Остров»), Явор Константинов (опубликовавший первое издание «Смоковницы») и особенно Анго и Ана Бояновы (в их издательствах «Ango Boy» и «Ab» напечатаны четыре первых и два вторых издания сборников стихов поэта), выдающихся литературоведов, таких как проф. Михаил Неделчев, Атанас Свиленов, проф. Богдан Богданов, доц. Цветанка Атанасова и доц. Людмила Малинова из Института литературы Болгарской академии наук, а также редакторы ведущих поэтических и художественных изданий, таких как Петър Караангов, Недялко Йорданов, Марин Георгиев, Николай Искъров.

## Произведения
- «Сердце в траве»[19]. София: изд. «Кръг 39» (серия «Коллекция 39», № 3).
- «Стены в наем»[20]. София: Издательство «Критика и хуманизъм» (серия «Art’L»).
- «Колодец»[21]. София: Дилемма, 1992.
- «Остров»[22]. София: Оммо-Галакс, 1994.
- «Соломенное ложе»[23]. София: Изд. «Отечество», 1995. ISBN 954-419-051-1.
- «Смоковница»[24]. София: Изд. «Хейзъл», 1996. ISBN 954-8283-12-3.
- «Сердце в траве» (второе издание)[25]. София: «Ango Boy», 1999. ISBN 954-737-020-0.
- «Пустоцветы»[26]. София: Изд. ателье «Аб», 1999. ISBN 954-9885-86-0.
- «Уколотая солнцем луна и лунно-веснушчатое солнце»[27]. София: «Ango Boy», 1999. ISBN 954-8786-67-2.
- «Смоковница (второе издание)»[28]. София: Изд. ателье «Аб», 1999. ISBN 954-9885-14-3.
- «Воскресные дети»[29]. София: Изд. ателье «Аб», 2000. ISBN 954-737-106-1.
- «Как веснушчатая подцепляет уколотого»[30]. София: Издательское ателье «Аб», 2001. ISBN 954-737-177-0.
- «Полная луна для солнца — праздник»[31]. София: Изд. ателье «Аб», 2002. ISBN 954-737-296-3.
- «Витраж / Stained Glass»[32]. София: Изд. ателье «Аб», 2003. ISBN 954-737-381-1.

Презентации произведений Нели Садовской в публичном пространстве проходят в рамках цикла «Творци на живо» (рус. «Артисты — живая передача») в Национальном дворце культуры, в Софийской библиотеке, в передачах Болгарского национального радио («Нещо повече» [«К новостям дня» по программе «Горизонт» с презентатором Величко Конакчиевым) и Болгарского национального телевидения (книжный салон с презентатором Милкой Русевой), а также в Болгарском культурном центре «Витгенштейновский дом» в Вене.